# 323-я истребительная авиационная дивизия
 323-я истребительная авиационная Барановичская Краснознамённая дивизия (323-я иад) — воинское соединение Вооружённых Сил СССР в Великой Отечественной войне.

## История наименований
- 323-я истребительная авиационная дивизия;
- 323-я истребительная авиационная Барановичская дивизия;
- 323-я истребительная авиационная Барановичская Краснознамённая дивизия;
- 239-я истребительная авиационная Барановичская Краснознамённая дивизия;
- Войсковая часть (Полевая почта) 78613;
- Войсковая часть (Полевая почта) 55146 (с февраля 1949 года).

## Формирование
323-я истребительная авиационная дивизия образована переформированием 23 июня 1943 года на основании Приказа НКО СССР.

## Переименование и расформирование
- 323-я истребительная авиационная Барановичская Краснознамённая дивизия 20 февраля 1949 года решением ВГК переименована в 239-ю истребительную авиационную Барановичскую Краснознамённую дивизию[2][3]
- 239-я истребительная авиационная Барановичская Краснознамённая дивизия была расформирована в ходе реформы Вооружённых сил России 1 мая 1998 года в составе 76-й воздушной армии.

## В действующей армии
В составе действующей армии:
- с 23 июня 1943 года по 24 сентября 1943 года,
- с 21 июня 1944 года по 8 сентября 1944 года,
- с 12 ноября 1944 года по 5 мая 1945 года.

## В составе объединений
| Дата          | Фронт (округ)                        | Армия                     | Корпус                                |
| ------------- | ------------------------------------ | ------------------------- | ------------------------------------- |
| 23.06.1943 г. | Западный фронт                       | 1-я воздушная армия       | 8-й истребительный авиационный корпус |
| 30.09.1943 г. | Резерв Верховного Главнокомандования | -                         | 8-й истребительный авиационный корпус |
| 21.06.1944 г. | 1-й Белорусский фронт                | 16-я воздушная армия      | 8-й истребительный авиационный корпус |
| 01.08.1944 г. | 2-й Белорусский фронт                | 4-я воздушная армия       | 8-й истребительный авиационный корпус |
| 08.09.1944 г. | Резерв Верховного Главнокомандования | -                         | 8-й истребительный авиационный корпус |
| 12.11.1944 г. | 2-й Белорусский фронт                | 4-я воздушная армия       | 8-й истребительный авиационный корпус |
| 10.06.1945 г. | Северная группа войск                | 4-я воздушная армия       | 8-й истребительный авиационный корпус |
| 01.01.1946 г. | Северная группа войск                | 4-я воздушная армия       | -                                     |
| 20.02.1949 г. | Северная группа войск                | 37-я воздушная армия      | -                                     |
| 01.07.1964 г. | Северная группа войск                | ВВС Северной группы войск | -                                     |
| 01.04.1968 г. | Северная группа войск                | 4-я воздушная армия       | -                                     |
| 01.08.1980 г. | Северная группа войск                | 4-я воздушная армия       | -                                     |
| 01.07.1992 г. | Ленинградский военный округ          | 76-я воздушная армия      | -                                     |
| 01.05.1998 г. | Ленинградский военный округ          | 76-я воздушная армия      | расформирована                        |

## Части и отдельные подразделения дивизии
За весь период своего существования боевой состав дивизии претерпевал изменения, в различное время в её состав входили полки:
| Период                        | Части                                             | Примечание                             |
| ----------------------------- | ------------------------------------------------- | -------------------------------------- |
| 17.06.1943 г. — 20.02.1949 г. | 149-й истребительный авиационный полк             | 20.02.1949 г. переименован в 871-й иап |
| 20.02.1949 г. — 01.05.1998 г. | 871-й истребительный авиационный полк             |                                        |
| 23.06.1943 г. — 25.10.1943 г  | 518-й истребительный авиационный полк             |                                        |
| 24.06.1943 г. — 20.02.1949 г. | 484-й истребительный авиационный полк             | 20.02.1949 г. переименован в 916-й иап |
| 20.02.1949 г. — 01.07.1949 г. | 916-й истребительный авиационный полк             | передан в 131-ю иад                    |
| 06.11.1943 — 20.03.1947 г.    | 269-й истребительный авиационный полк             | Расформирован                          |
| 10.08.1944 — 19.09.1944 г.    | 246-й истребительный авиационный полк             |                                        |
| 27.12.1945 г. — 18.02.1952 г. | 133-й истребительный авиационный полк             | передан в 229-ю иад                    |
| 01.02.1952 г.— 01.05.1998 г.  | 159-й гвардейский истребительный авиационный полк |                                        |
| 01.06.1955 г.— 05.05.1992 г.  | 582-й истребительный авиационный полк             | расформирован                          |

## Командир дивизии
| Звание                                           | Имя                          | Период                  | Примечание |
| ------------------------------------------------ | ---------------------------- | ----------------------- | ---------- |
| Полковник                                        | Рыбаков Павел Павлович       | 23.06.1943 — 01.02.1947 |            |
| генерал-майор авиации                            | Лавейкин Иван Павлович       | 08.1960 — 03.1963       |            |
| генерал-майор авиации                            | Староконь Иван Иванович      | 1965                    |            |
| генерал-майор авиации                            | Кузнецов                     | 1969                    |            |
| полковник, с 23.02.1977 г. генерал-майор авиации | Буравков Игорь Евгеньевич    | 1975 - 1977             |            |
| полковник                                        | Шубин Эдуард Алексеевич      | 1977 - 1980             |            |
| полковник                                        | Копанев В.Т.                 | 1980 - 1982             |            |
| полковник                                        | Степанюк Леонид Иванович     | 1982 - 1984             |            |
| полковник                                        | Гусев Александр Иванович     | 1984 - 1985             |            |
| полковник                                        | Рубцов Анатолий Иванович     | 1985 - 1987             |            |
| полковник, генерал-майор авиации                 | Кренделев Анатолий Яковлевич | 1987 - 1991             |            |
| полковник, генерал-майор авиации                 | Торбов Геннадий Андреевич    | 1992                    |            |

## Участие в сражениях и битвах
- Смоленская стратегическая наступательная операция (Операция «Суворов»)[6] — с 7 августа 1943 года по 2 октября 1943 года
  - Спас-Деменская операция[6] — с 7 августа 1943 года по 20 августа 1943 года
  - Смоленско-Рославльская наступательная операция — с 15 сентября 1943 года по 2 октября 1943 года.
- Белорусская стратегическая наступательная операция (Операция «Багратион»)[6] — с 23 июня 1944 года по 29 августа 1944 года.
- Бобруйская операция — с 24 июня 1944 года по 29 июня 1944 года.
- Барановичская операция — с 5 июля 1944 года по 16 июля 1944 года.
- Восточно-Прусская операция — с 13 января 1945 года по 25 апреля 1945 года.
- Восточно-Померанская операция[6] — с 10 февраля 1945 года по 4 апреля 1945 года.
- Берлинская операция[6] — с 16 апреля 1945 года по 8 мая 1945 года

## Почётные наименования
- 323-й истребительной авиационной дивизии за успешные боевые действия в операциях по освобождению Белоруссии и овладение города Барановичи присвоено почётное наименование «Барановичская»[8]
- 149-му истребительному авиационному полку за отличие в боях за овладение городом Кезлин присвоено почётное наименование «Померанский»[9]
- 269-му Краснознамённому истребительному авиационному полку присвоено почётное наименование «Алленштайнский»[10]
- 484-му истребительному авиационному полку за отличие в боях за овладение городом Брест присвоено почётное наименование «Брестский»[11]

| Як-9 | Як-9УМ | Як-9 |

## Награды
- 323-я Барановичская истребительная авиационная дивизия за образцовое выполнение заданий командования в боях с немецкими захватчиками, за овладение городом Брест и проявленные при этом доблесть и мужество Указом Президиума Верховного Совета СССР от 10 августа 1944 года награждена орденом «Боевого Красного Знамени»[12].
- 149-й истребительный авиационный полк за образцовое выполнение заданий командования в боях с немецкими захватчиками, за овладение городом Брест и проявленные при этом доблесть и мужество 10 августа 1944 года награждён орденом «Боевого Красного Знамени»[13]
- 484-й Брестский истребительный авиационный полк за образцовое выполнение боевых заданий командования в боях с немецкими захватчиками при овладении городами Остероде, Дойтш-Айлау и проявленные при этом доблесть и мужество 5 апреля 1945 года награждён орденом «Боевого Красного Знамени»[14]

## Благодарности Верховного Главнокомандования
За проявленные образцы мужества и героизма Верховным Главнокомандующим дивизии объявлялись благодарности:
- За овладение городом Брест[15]
- за прорыв обороны противника в районе города Шяуляй (Шавли)[16].
- За овладение городами Найденбург, Танненберг, Едвабно и Аллендорф[17]
- За прорыв обороны противника в районе города Шяуляй (Шавли)[16]
- За вторжении в южные районы Восточной Пруссии[17]
- За овладение городами Остероде и Дейч-Эйлау[18]
- За овладение городами Хойнице и Тухоля[19]
- За овладение городами Шлохау, Штегерс, Хаммерштайн, Бальденберг, Бублиц[20]
- За овладение городами Нойштеттин и Прехлау[21]
- За овладение городами Руммельсбург и Поллнов[22]
- За овладение городом Кёзлин[23]
- За овладение городом Штольп[24]
- За овладение городом и крепостью Гданьск[25]
- За овладение городом Штеттин[26]
- За овладение городами Грайфсвальд, Трептов, Нойштрелитц, Фюрстенберг, Гранзее[27]
- За овладение городами Штральзунд, Гриммен, Деммин, Мальхин, Варен, Везенберг[28]
- За овладение городами Росток и Варнемюнде[29]
- За овладение городами Барт, Бад-Доберан, Нойбуков, Барин, Виттенберге[30]
- За овладение островом Рюген[31]

## Отличившиеся воины дивизии
- Морозов Арсений Иванович, старший лейтенант, заместитель командира эскадрильи 149-го истребительного авиационного полка 323-й истребительной авиационной дивизии 8-го истребительного авиационного корпуса 4-й воздушной армии 23 февраля 1945 года удостоен звания Герой Советского Союза. Посмертно
- Пересумкин Пётр Петрович, капитан, командир эскадрильи 149-го истребительного авиационного полка 323-й истребительной авиационной дивизии 8-го истребительного авиационного корпуса 4-й воздушной армии 18 августа 1945 года удостоен звания Герой Советского Союза. Золотая Звезда № 8777

## Статистика боевых действий
За время войны части дивизии выполнили:
| Выполнено боевых самолёто-вылетов | Проведено воздушных боев | Сбито самолётов |
| --------------------------------- | ------------------------ | --------------- |
| 12024                             | 356                      | 321             |

## Базирование
| Период               | Место базирования      |
| -------------------- | ---------------------- |
| 05.1945 — 15.05.1945 | Тролленхаген, Германия |
| 15.05.1945 — 07.1945 | Варнемюнде, Германия   |
| 07.1945 — 07.1992    | Ключево, Польша        |
| 07.1992 — 01.05.1998 | Бесовец, Карелия       |

## Послевоенный период

### Боевой состав на 1 мая 1945 года
- Управление дивизии;
- 149-й истребительный авиационный Померанский Краснознамённый полк;
- 269-й истребительный авиационный Алленштайнский полк;
- 484-й истребительный авиационный Брестский Краснознамённый полк.

### Боевой состав на 1 января 1989 года
- Управление дивизии;
- 743-я полевая авиационная ремонтная мастерская;
- 137-я отдельная кислородо-добывающая станция;
- 347-й отдельный батальон связи;
- 159-й гвардейский истребительный авиационный Новороссийский Краснознамённый ордена Суворова полк Ключево;
  - 251-й отдельный батальон аэродромно-технического обеспечения;
  - 362-й отдельный батальон связи и радиотехнического обеспечения;
  - 2086-й отдельный батальон автоматизированного управления;
- 582-й истребительный авиационный полк (Хойна)
  - 295 (380)-й отдельный батальон аэродромно-технического обеспечения;
  - 377-й отдельный батальон связи и радиотехнического обеспечения;
  - Н-ский отдельный батальон автоматизированного управления;
- 871-й истребительный авиационный Померанский Краснознамённый полк (Колобжег):
  - 772-й отдельный батальон аэродромно-технического обеспечения;
  - 441-й отдельный батальон связи и радиотехнического обеспечения;
  - 97-й отдельный батальон автоматизированного управления.

## Происшествия
- 4 июля 1989 года при взлёте с аэродрома Колобжег на самолёте МиГ-23М 871-го истребительного авиационного Померанского Краснознамённого полка лётчик — начальник политотдела 239-й авиационной дивизии, полковник Скуридин Н. Е. в процессе набора высоты на 41-й секунде полёта услышал хлопок в воздухозаборнике с падением оборотов двигателя. Лётчик доложил об отказе РП и получив разрешение на катапультирование, покинул самолёт. Однако, через 6 секунд после покидания машины лётчиком, двигатель восстановил работоспособность. Самолёт, находясь в режиме стабилизации пространственного положения, постепенно набрал высоту практического потолка около 12000 метров и со скоростью около 740 км/час (крыло — в положении 16 градусов) проследовал в западном направлении, пересёк территорию Польши и ГДР. После входа самолёта в воздушное пространство ФРГ на перехват была поднята пара F-15. В сопровождении F-15 самолёт МиГ-23М пролетел над ФРГ, Нидерландами, Бельгией. После выработки топлива самолёт перешёл в планирование. Беспилотный самолёт пролетел в общей сложности 901 км и упал в районе франко-бельгийской границе на жилой дом в бельгийской деревне Беллегем. При падении самолёта погиб 19-летний бельгиец Вим Деларе. Причина сбоя в двигателе достоверно установлена не была. СССР выплатил Бельгии компенсацию за разрушения в размере 685 000 долларов.